# Зисиадис-Терповски, Лазарос
Лазарос Зисиадис (греч. Λάζαρος Ζησιάδης, он же Лазар Терповски (болг. Лазар Търповски); 1901 — 15 апреля 1943) — греческий политический деятель, член руководства Македонского бюро Коммунистической партии Греции.
Участник антифашистского Сопротивления. Один из организаторов партизанского движения в Западной Македонии.
Убит греческими коллаборационистами в апреле 1943 года, вместе с 6 другими руководящими деятелями компартии Греции в Македонии.

## Биография
Лазарос Зисиадис (Лазар Терповски) родился в 1901 году в селе Дымбени османской Западной Македонии. Сегодня село именуется Дендрохо́ри и административно принадлежит ному Кастория. Семья Лазаря, как и подавляющее население села, принадлежала славяноязычному (болгароязычному) меньшинству.
Семья была бедной, что стало причиной его эмиграции в Канаду. Здесь он стал членом компартии Канады. По причине его коммунистической деятельности он был выдворен из Канады и некоторое время жил в СССР, где учился в КУТВ. Он вернулся в Грецию в 1934 году, вступил в компартию Греции и принял пост партийного руководителя в Западной Македонии, под псевдонимом «Маврос» (Чёрный). С установлением в стране диктаторского режима генерала Иоанниса Метаксаса ушёл в подполье. Был арестован в 1939 году в Касторье, подвергся пыткам и был заключён в крепость-тюрьму Акронафплия в городе Нафплион.

## Оккупация
С началом греко-итальянской войны 28 октября 1940 года заключённые коммунисты попросили отправить их фронт, в чём им однако было отказано. Греческая армия отразила итальянское вторжение и перенесла военные действия на территорию Албании. 6 апреля 1941 года Германия пришла на помощь итальянцам, вторгшись в Грецию с территории союзной ей Болгарии. Даже с приближением немецких войск заключённые коммунисты не были освобождены и, как правило, передавались немцам охранявшими их греческими жандармами.
Греция была разделена на 3 зоны оккупации — немецкую, итальянскую и болгарскую. Особенностью болгарской зоны было то, что болгары спешили объявить её территорией Болгарии, осуществляя таким образом, с помощью немцев, свои давние претензии на Македонию и Западную Фракию. Процесс «болгаризации» региона принял формы террора и репрессий против его греческого населения, которые сопровождались попытками убедить большинство населения заявить о своём действительном или мнимом болгарском происхождении. В рамках этой политики болгарское правительство обратилось к своим немецким союзникам, с просьбой освободить находившихся в тюрьмах немецкой зоны (часть) греческих политических заключённых, при условии заявления ими о своём болгарском происхождении или национальном самосознании.
Учитывая то, что в своём большинстве организации компартии были разгромлены режимом Метаксаса ещё до начала войны, находившийся в заключении в Акронафплии член Политбюро партии, Яннис Иоаннидис, решил, что болгарское предложение, независимо от целей преследуемых болгарами, даёт возможность освобождения небольшого числа коммунистов, вне зависимости от того, были ли они в действительности славяноязычными или нет. Иоаннидис счёл, что освобождение даже небольшого числа заключённых коммунистов позволит воссоздать ряд подпольных партийных организаций. В результате были освобождены 27 греческих коммунистов, происходивших из Македонии и Фракии или, как сам Я. Иоанидис, рождённых в Болгарии. Большинство из них не только не владели болгарским языком, но с трудом повторяли заученные ими в тюрьме болгарские слова.
Для Зисиадиса (Терповского) и ещё 4 товарищей этой проблемы не существовало — они действительно владели языком.
То, что акция освобождения этих 27 коммунистов обернулась фиаско для немецких и болгарских оккупационных властей, подтверждает тот факт, что все они вступили в организации Сопротивления, сражаясь как против немцев, так и против болгар, и 5 из 27 в дальнейшем были арестованы и расстреляны оккупантами).
Зисиадис (Терповски) был освобождён 30 июня 1941 года.

## Сопротивление
После своего освобождения Зисиадис вернулся в Касторью, где воссоздал партийную организацию компартии Греции в регионе. Вместе с греческим офицером Димитрисом Псарросом, в конце 1941 года принял участие в создании в Западной Македонии вооружённой организации Элефтериа (Свобода), превышая тем самым указание Македонского бюро компартии Греции ограничиться работой в городах.
По инициативе греческих коммунистов был создан широкий Национально-освободительный фронт Греции (ЭАМ), который затем приступил к созданию Народно-освободительной армии Греции (ЭЛАС). В 1942 году Зисиадис развил деятельность по созданию новых партийных организаций и организаций ЭАМ и отрядов ЭЛАС в регионе Западной Македонии. Содействуя вовлечению славяноязычного меньшинства в греческое Сопротивление, Зисиадис (Терповски) был категорически против любых автономистских тенденций проявлявшихся у части славяноязычного меньшинства, в результате чего автономисты несколько раз покушались на его жизнь.

## Смерть
Компартия и ЭАМ предпринимали шаги по вовлечению в Сопротивление всех групп населения Западной Македонии, как местных греков македонян, так и славяноязычного меньшинства и греческих беженцев Малозийской катастрофы. Среди последних выделялись жители нескольких тюркоязычныхпонтийских сёл, правой ориентации, заявлявшие что они намерены воевать только против болгар. Переговоры с ними взял на себя член Македонского бюро компартии ГрецииСимос Керасидис, сам родом из беженцев Понта. Керасидис отвечал им, что ЭАМ не ведёт выборочную борьбу — Фронт сражается и против немецких, и против итальянских, и против болгарских оккупантов. Но Керасидис или не располагал информацией или недооценил тот факт, что старейшины этих сёл находились в контакте с правительством квислингов в Афинах. В дальнейшем эти группы стали сотрудничать как с немцами, так и с болгарами.
В начале апреля 1943 года Керасидис с группой своих товарищей, в которой находился и Зисиадис (Терповски) совершил переход из Козани через тюркоязычные сёла Инои и Имера, которые на тот момент ещё не были вооружены коллаборационистами. Целью группы Керасидиса было переправиться через реку Алиакмон и через Велвендо добраться до Пиерийских гор. 10 апреля, у села Имера они были остановлены группой вооружённых жителей. Из 10 человек группы Керасидиса 8 были вооружены, но Керасидис не стал ввязываться в бой, сохраняя свои иллюзии, что жители тоже греки, которые могут примкнуть к Сопротивлению. Однако Керасидис и его товарищи были отведены к вершине Заркадопетра у села Скафи. По получении указания Хрисохоу, местного наместника правительства квислингов и действительного руководителя ультраправой организации ПАО и её ветви ΥΒΕ-ΕΚΑ, 15 апреля, после пыток, 7 человек из группы Керасидиса и он сам были убиты.
Это конкретное преступление привело отношения ЭАМ-ЭЛАС с группами ΥΒΕ-ΕΚΑ тюркоязычных понтийцев к полному разрыву и сделало невозможным любой компромисс в будущем. Это было групповое убийство, которое компартия Греции не простило никогда. В особенности в том, что касается Керасидиса, ЭАМ поклялся через свою подпольную прессу расплатиться «страшной местью» и «взять кровь назад».

## Память
Тела погибших коммунистов были брошены их палачами в неизвестном месте. Лишь через 45 лет, в сентябре 1988 года, усилиями партийной организации нома Козани, их останки, обвязанные колючей проволокой, были найдены в горах. Кости товарищей Керасидиса (Хрисафопулоса), Лазароса Зисиадиса (Терповски), Георгия Мендзаса, Панайотиса Тасиу (Триандафиллу), Василиса Терзопулоса, Никоса Куцандониса и Михалиса Гулараса (Бинукаса), были захоронены у памятника партизанам ЭЛАС погибшим в бою при Фардикамбо. Мемориальная плита установленная в честь 7 замученных коммунистов впоследствии была разрушена неизвестными, но была восстановлена.

## Семья
Брат Зисиадиса (Терповски) погиб, сражаясь в рядах ЭЛАС против британских войск в Афинах, в декабре 1944 года. Варкизское соглашение, подписанное компартией после декабрьских событий, не привело к примирению в стране. С наступившим периодом Белого террора против греческих коммунистов и участников Сопротивления, а затем Гражданской войны (1946—1949), сын Зисиадиса, Афанасиос (Атанас) получил политическое убежище в Югославии, а его жена Янка — в Болгарии. После нахождения организациями компартии Греции в 1988 году останков 7 греческих коммунистов и их захоронения, сын Зисиадиса (Терповского) так и не сумел посетить могилу своего отца.

## Использование имени Зисиадиса (Терповского)
За несколько месяцев до освобождения Греции и с целью вырвать славяноязычное меньшинство Западной Македонии из под влияния болгарской пропаганды, компартия Греции создала здесь организацию Славяномакедонский народно-освободительный фронт (СНОФ — Славомакедонски Народен Освободителен Фронт)):117.
Первой вооружённой группой этой организации стала малочисленная «Группа Терповски».
Хотя Зисиадис (Терповски) был противником автономистских тенденций среди славяноязычного меньшинства и был верен Коммунистической партии Греции, в образовавшемся после распада Югославии государстве, получившем в ООН временное имя Бывшая Югославская Республика Македония, в рамках новой идеологемы македонизма, его память увековечиватся, но при этом он упоминается как «македонский коммунист». С другой стороны, его принадлежность к славяноязычному меньшинству, была использована правыми греческими кругами для всевозможных спекуляций как во время оккупации, так и в последовавшие годы Гражданской войны.
Так появились и продолжают муссироваться по сегодняшний день утверждения о том, что он был служащим болгарского посольства в 1925 году и (также) в 1941 году, что он был агентом болгарских секретных служб, что он был деятелем организованной болгарами организации славяноязычных (болгароязычных) коллаборационистов организации Охрана и сотрудником А. Калчева.
Он был также обвинён в участии в убийстве ветерана Борьбы за Македонию, греческого командира-македономаха Николаоса Даилакиса. Однако этим слухам и утверждениям нет никаких подтверждений.